# Сипи, Хосе Фидель
Хосе Фидель Сипи Бита (исп. José Fidel Sipi Bita; род. 7 января 2001, Экваториальная Гвинея) — футболист из Экваториальной Гвинеи, защитник клуба «Маэстро Юнайтед».

## Карьера
Сыграл за «Кано Спорт» в матчах Лиги Чемпионов КАФ против «Аль-Ахли» (Каир). Забил мяч в матче Кубка Конфедерации КАФ против «Занако».В июле 2022 года перешёл в молдавский «Динамо-Авто». Дебютировал в Суперлиге страны 31 июля 2022 года в матче с «Милсами». В октябре 2022 года футболистом стали интересоваться испанские клубы, что затем подтвердил директор молдавского клуба. По итогу первой половину сезона футболист вместе с клубом занял последнее место в турнирной таблице и отправился во вторую фазу за место в Суперлиге. Вместе с клубом стал победителем раунда плей-офф, где в финале 24 мая 2023 года победил кишинёвскую «Викторию». 
В июле 2023 года футболист вернулся в экваториальногвинейский клуб «Кано Спорт». В январе 2024 года футболист перешёл в замбийский клуб «Маэстро Юнайтед».